# Djeniene Bourezg
Djeniene Bourezg (în arabă جنين بورزق) este o comună din provincia Naâma, Algeria.
Populația comunei este de 3.392 de locuitori (2008).